# Heroldové

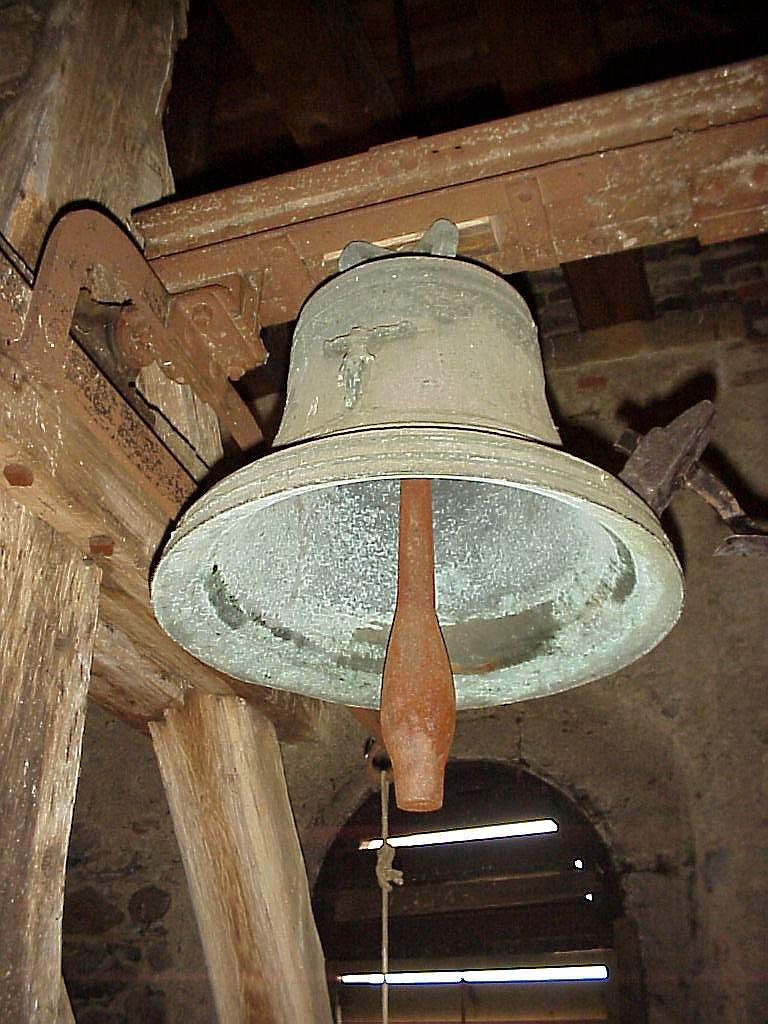
Zvon Františka Herolda z kostela Nejsvětější Trojice v Řehlovicích (okres Ústí nad Labem)

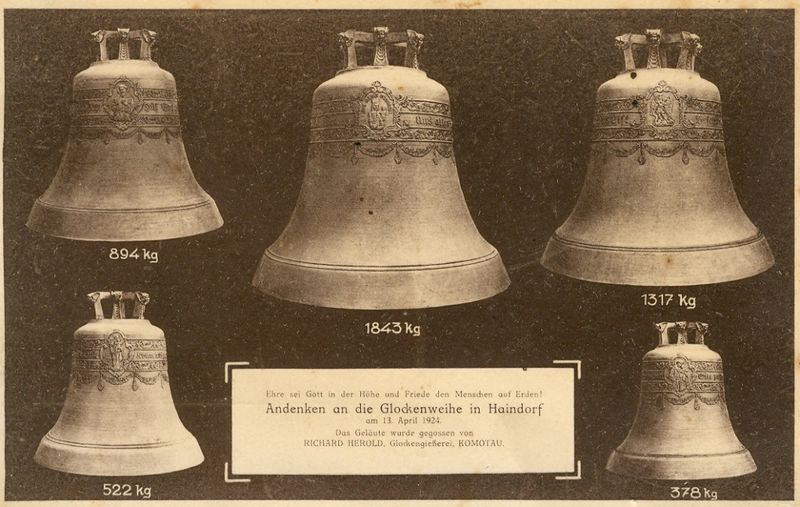
Hejnice - zvony z roku 1924. Die Glocken aus Haindorf 1924.

Heroldové byl německý zvonařský rod, působící v severních Čechách od poloviny 19. století do konce II. světové války. 

## Údaje o životě
Počátky kovolijecké tradice v rodě Heroldů lze vystopovat už v polovině 16. století. V r. 1790 zakládá Julius Herold dílnu, orientující se na výrobu zvonů. V 2. polovině 19. století dílna působila v Litoměřicích pod vedením Františka Herolda a v Chomutově pod vedením Julia Herolda ml. Zatímco litoměřická dílna zanikla, v Chomutově v r. 1906 převzal po otci výrobu zvonů jeho syn Richard (1877 – 1945). Vyráběl zvony vysoké kvality. Za II. světové války se ovšem přeorientoval na válečnou výrobu. Na konci války, 8. května 1945, spáchal i se svými dvěma syny sebevraždu.

## Charakteristika zvonů
- Heroldové užívají v nápisech téměř výhradně němčinu, výjimečně latinu.
- Zvony mívají chudší a nepříliš detailní výzdobu (zejména díla z 19. století).
- Nápisy nebývají příliš rozsáhlé, ale kvůli velkému typu písma často zabírají celou stranu zvonu.
- Většina nápisů je v humanistické majuskuli, Richard Herold na některých zvonech užívá minuskulní latinku.
- Zvony bývají akusticky velmi zdařilé.

## Zvony rodu Heroldů
| Rok  | Zvonař           | Obec (okres)                                                                                 | Objekt                                                               | Zdroj                              |
| ---- | ---------------- | -------------------------------------------------------------------------------------------- | -------------------------------------------------------------------- | ---------------------------------- |
| 1846 | František Herold | Hrušovany (Litoměřice)                                                                       | kostel Narození Panny Marie                                          | Luksch, str. 137                   |
| 1851 | František Herold | Třebenice (Litoměřice)                                                                       | kostel Narození Panny Marie                                          | Luksch, str. 172                   |
| 1856 | František Herold | Řehlovice (Ústí nad Labem)                                                                   | kostel Nejsvětější Trojice                                           | signatura na zvonu                 |
| 1859 | František Herold | Tisá (Ústí nad Labem)                                                                        | kostel sv. Anny                                                      | signatura na zvonu                 |
| 1859 | František Herold | Křešice (Litoměřice)                                                                         | kostel Navštívení Panny Marie                                        | Luksch, str. 67                    |
| 1860 | František Herold | Úštěk (Litoměřice)                                                                           | kostel sv. Petra a Pavla                                             | Luksch, str. 6                     |
| 1863 | František Herold | Velké Žernoseky (Litoměřice)                                                                 | kostel sv. Mikuláše                                                  | Luksch, str. 37                    |
| 1865 | František Herold | Solany (Litoměřice)                                                                          | kostel sv. Martina                                                   | Matějka: Soupis IV                 |
| 1865 | Julius Herold    | Boží Dar (Karlovy Vary)                                                                      | kostel sv. Anny                                                      | Schmidt: Soupis XL                 |
| 1866 | František Herold | Homole u Panny (Ústí nad Labem)                                                              | kostel sv. Pia V.                                                    | Luksch, s. 40.                     |
| 1867 | František Herold | Proboštov (Ústí nad Labem)                                                                   | kostel Narození sv. Jana Křtitele                                    | Luksch, s. 129                     |
| 1867 | František Herold | Staňkovice (Litoměřice)                                                                      | kaple na návsi                                                       | Luksch                             |
| 1870 | František Herold | Litoměřice                                                                                   | kostel Všech Svatých                                                 | Luksch                             |
| 1870 | František Herold | Poděbrady (Nymburk)                                                                          | ? kostel                                                             | Hellich                            |
| 1870 | František Herold | Siřejovice (Litoměřice)                                                                      | kostel sv. Bartoloměje (2 zvony)                                     | Luksch, str. 142                   |
| 1872 | František Herold | Prackovice nad Labem (Litoměřice)                                                            | kostel sv. Matouše                                                   | Luksch, str. 127                   |
| 1874 | ? Herold         | Lužná u Rakovníka (Rakovník)                                                                 | kostel sv. Barbory (3 zvony)                                         | Cechner: Soupis XXXIX              |
| 1874 | František Herold | Milešov (Litoměřice)                                                                         | kostel sv. Antonína Paduánského                                      | Luksch, str. 99                    |
| 1874 | Julius Herold    | Hrob (Teplice)                                                                               | kostel sv. Barbory                                                   | signatura na zvonu                 |
| 1881 | ? Herold         | Hošťka (Litoměřice)                                                                          | kostel sv. Otmara                                                    | Manoušek                           |
| 1904 | Richard Herold   | Oldřichov                                                                                    | škola                                                                |                                    |
| 1907 | Richard Herold   | Mníšek (Liberec)                                                                             | kostel sv. Mikuláše                                                  | Kühn: Soupis LI                    |
| 1908 | Richard Herold   | Hlubočky                                                                                     | kostel Božského srdce Páně (3 zvony)                                 |                                    |
| 1911 | Richard Herold   | Trnovany (Teplice)                                                                           | kostel Nejsvětějšího Srdce Páně                                      | signatura na zvonu                 |
| 1914 | Richard Herold   | Hejnice (Liberec)                                                                            | kostel Navštívení Panny Marie                                        |                                    |
| 1919 | Richard Herold   | Mikulov (Teplice)                                                                            | kostel sv. Mikuláše                                                  | signatura na zvonu                 |
| 1921 | Richard Herold   | Mojžíř (Ústí nad Labem)                                                                      | kostel sv. Šimona a Judy                                             | signatura na zvonu                 |
| 1922 | Richard Herold   | Liberec                                                                                      | kostel sv. Kříže                                                     | Kühn: Soupis LI                    |
| 1922 | Richard Herold   | Hlubočky                                                                                     | kostel Božského srdce Páně (3 zvony)                                 |                                    |
| 1922 | Richard Herold   | Kostomlaty pod Milešovkou (Ústí nad Labem)                                                   | kostel sv. Vavřince                                                  | signatura na zvonu                 |
| 1922 | Richard Herold   | Varnsdorf (Děčín)                                                                            | kostel sv. Petra a Pavla (5 zvonů)                                   | Palme, s. 168-170                  |
| 1923 | Richard Herold   | Bohumín – Nový Bohumín (Karviná)                                                             | kostel Božského srdce Páně (1 zvon)                                  |                                    |
| 1923 | Richard Herold   | Holešovice (Praha)                                                                           | kostel sv. Antonína Paduánského (2 zvony)                            | Šorm                               |
| 1923 | Richard Herold   | Jiříkov                                                                                      | kostel sv. Jiří (3 zvony)                                            |                                    |
| 1923 | Richard Herold   | Moldava (Teplice)                                                                            | kostel Navštívení Panny Marie                                        | signatura na zvonu                 |
| 1923 | Richard Herold   | Měrunice (Teplice)                                                                           | kostel sv. Stanislava                                                | signatura na zvonu                 |
| 1923 | Richard Herold   | Nový Bor                                                                                     | kostel Nanebevzetí Panny Marie (3 zvony)                             |                                    |
| 1923 | Richard Herold   | Střekov (Ústí nad Labem)                                                                     | kostel Nejsvětější Trojice (2 zvony)                                 | signatura na zvonu                 |
| 1923 | Richard Herold   | Nové Město (Praha)                                                                           | kostel sv. Štěpána (2 zvony)                                         | Kybalová                           |
| 1923 | Richard Herold   | Kocléřov                                                                                     | kostel sv. Václava (4 zvony)                                         | pamětní kniha obce Kocléřov, s. 52 |
| 1924 | Richard Herold   | Hejnice (Liberec)                                                                            | kostel Navštívení Panny Marie (5 zvonů)                              |                                    |
| 1924 | Richard Herold   | Lokiť (okres Iršava, bývalá Podkarpatská Rus, nyní Zakarpatská obl., Ukrajina)               | Dřevěný chrám Uvedení přesvaté Bohorodičky do chrámu (1734) (1 zvon) |                                    |
| 1924 | Richard Herold   | Bukivcovo (okres Velykyj Bereznyj, bývalá Podkarpatská Rus, nyní Zakarpatská obl., Ukrajina) | Dřevěný kostel sv. Anny (1792) (1 zvon)                              |                                    |
| 1924 | Richard Herold   | Bystřice nad Pernštejnem                                                                     | kostel sv. Vavřince (3 zvony)                                        |                                    |
| 1925 | Richard Herold   | Louny                                                                                        | kostel sv. Mikuláše                                                  | Technické památky II               |
| 1925 | Richard Herold   | Vinohrady (Praha)                                                                            | kostel sv. Ludmily (5 zvonů)                                         | Kybalová                           |
| 1925 | Richard Herold   | Jeníkov (Teplice)                                                                            | kostel sv. Petra a Pavla                                             | signatura na zvonu                 |
|      | Richard Herold   | Šilheřovice                                                                                  | kostel Nanebevzetí Panny Marie (2 zvony)                             | signatura na zvonu                 |
| 1926 | Richard Herold   | Holešovice (Praha)                                                                           | kostel sv. Antonína Paduánského                                      | Šorm                               |
| 1926 | Richard Herold   | Modřec (Svitavy)                                                                             | kostel Nejsvětější Trojice (2 zvony)                                 | Konečný                            |
| 1926 | Richard Herold   | Pomezí (Svitavy)                                                                             | kostel sv. Jiří (2 zvony)                                            | Konečný                            |
| 1926 | Richard Herold   | Rozsochy                                                                                     | kostel sv. Bartoloměje (2 zvony)                                     |                                    |
| 1927 | Richard Herold   | Břevnov (Praha)                                                                              | kostel sv. Markéty                                                   | Kybalová                           |
| 1927 | Richard Herold   | Lánov                                                                                        | ev. kostel (3 zvony)                                                 |                                    |
| 1928 | Richard Herold   | Telecí (Svitavy)                                                                             | evangelický kostel (4 zvony)                                         | Konečný                            |
| 1929 | Richard Herold   | Novosedlice (Teplice)                                                                        | zvonice kostela sv. Valentina                                        | signatura na zvonu                 |
| 1930 | Richard Herold   | Rtyně nad Bílinou (Teplice)                                                                  | kostel sv. Martina                                                   | Honys                              |
| 1931 | Richard Herold   | Nové Město (Praha)                                                                           | kostel Panny Marie Sněžné                                            | Kybalová                           |
| 1932 | Richard Herold   | Bohumín – Šunychl (Karviná)                                                                  | kaple Jména Panny Marie (3 zvony)                                    |                                    |
| 1932 | Richard Herold   | Chlumec (Ústí nad Labem)                                                                     | kostel sv. Havla (3 zvony)                                           |                                    |
| 1932 | Richard Herold   | Kadaň (Chomutov)                                                                             | kostel sv. Alžběty                                                   | Technické památky II               |
| 1933 | Richard Herold   | Petrovice (Ústí nad Labem)                                                                   | kostel sv. Mikuláše (3 zvony)                                        |                                    |